# Cruzmaltina
Cruzmaltina ist ein brasilianisches Munizip im Bundesstaat Paraná. Es hat 2892 Einwohner (2022), die sich Cruzmaltinenser nennen. Seine Fläche beträgt 312 km². Es liegt 685 Meter über dem Meeresspiegel.

## Etymologie
Der erste Name der Gemeinde war Mamoré, ein indigener Name. Danach wurde der Ort Pau Lascado genannt, weil die Häuser aus Holzspänen gebaut waren. Der dritte, Jardim Florida, weil es dort viel Kaffee, Wald und Blumen gab.
Den heutigen Namen Cruzmaltina erhielt der Ort schließlich mit der Erhebung zum Munizip. Er ist eine Hommage an eine Gruppe von Priestern, die in der Gemeinde arbeiteten und ursprünglich von der Insel Malta stammten.

## Geschichte

### Besiedlung
Die erste Kapelle wurde 1956 aus Spanholz gebaut und mit Brettern verkleidet. Die erste Lehrerin war Dona Julieta und die zweite Dona Maria. Da es keine Schule gab, stellte Dionísio Lopes einen Raum in seinem Haus als Klassenzimmer zur Verfügung.

### Erhebung zum Munizip
Cruzmaltina wurde durch das Staatsgesetz Nr. 11.222 vom 13. Dezember 1995 in den Rang eines Munizips erhoben und am 1. Januar 1997 als Munizip installiert.

## Geografie

### Fläche und Lage
Cruzmaltina liegt auf dem Terceiro Planalto Paranaense (der Dritten oder Guarapuava-Hochebene von Paraná) auf 24° 00′ 46″ südlicher Breite und 51° 27′ 32″ westlicher Länge. Es hat eine Fläche von 312 km². Es liegt auf einer Höhe von 685 Metern.

### Vegetation
Das Biom von Cruzmaltina ist Mata Atlântica.

### Klima
In Cruzmaltina herrscht warm und gemäßigtes Klima. Die meiste Zeit im Jahr ist mit erheblichem Niederschlag zu rechnen. Selbst im trockensten Monat fällt eine Menge Regen. Die Klimaklassifikation nach Köppen und Geiger lautet Cfa. Es herrscht im Jahresdurchschnitt eine Temperatur von 20,3 °C. Innerhalb eines Jahres gibt es 1624 mm Niederschlag.

### Gewässer
Cruzmaltina liegt am rechten Ufer des Ivaí. Sein Nebenfluss Rio Alonso und dessen Nebenfluss Rio São Pedro fließen entlang der südlichen Grenze des Munizips zum Ivaí.

### Straßen
Cruzmaltina ist über die PRC-272 mit Mauá da Serra im Nordosten und Ivaiporã im Süden verbunden. 

### Nachbarmunizipien
|              |                                             |         |
| Borrazópolis | Kompassrose, die auf Nachbargemeinden zeigt | Faxinal |
| Lidianópolis | Grandes Rios                                |         |

## Stadtverwaltung
Bürgermeister: Natal Casavechia, PL (2021–2024)

## Demografie

### Bevölkerungsentwicklung
| Jahr | Einwohner | Stadt | Land |
| ---- | --------- | ----- | ---- |
| 2000 | 3.459     | 34 %  | 66 % |
| 2010 | 3.162     | 48 %  | 52 % |
| 2021 | 2.892     |       |      |

Quelle: IBGE (2011) und Volkszählung 2022

### Ethnische Zusammensetzung
| Gruppe *    | 2000    | 2010    | wer sich als ...                                                                 |
| ----------- | ------- | ------- | -------------------------------------------------------------------------------- |
| Weiße       | 86,0 %  | 65,2 %  | weiß bezeichnet                                                                  |
| Schwarze    | 1,2 %   | 3,1 %   | schwarz bezeichnet                                                               |
| Gelbe       | 0,0 %   | 0,1 %   | von fernöstlicher Herkunft wie japanisch, chinesisch, koreanisch etc. bezeichnet |
| Braune      | 12,5 %  | 31,5 %  | braun oder als Mischung aus mehreren Gruppen bezeichnet                          |
| Indigene    | 0,2 %   | 0,1 %   | Ureinwohner oder Indio bezeichnet                                                |
| ohne Angabe | 0,2 %   | 0,0 %   |                                                                                  |
| Gesamt      | 100,0 % | 100,0 % |                                                                                  |

*) Das IBGE verwendet für Volkszählungen ausschließlich diese fünf Gruppen. Es verzichtet bewusst auf Erläuterungen. Die Zugehörigkeit wird vom Einwohner selbst festgelegt.
Quelle: IBGE (Stand: 1991, 2000 und 2010)